# Tour d'Espagne 1990
La 45e édition du Tour d'Espagne s'est déroulée du 24 avril au 15 mai 1990, entre Benicàssim et Madrid. La course est remportée par Marco Giovannetti à une vitesse moyenne de 39,224 km/h. Elle comptait 21 étapes pour une distance de 3 711 km.

## Équipes participantes
- Banesto
- Alfa Lum
- BH-Amaya
- Café de Colombia
- CLAS-Cajastur
- Chateau d'Ax
- Diana-Colnago-Animex
- Jolly Componibili-Club 88
- Kelme-Ibexpress
- Lotus
- Puertas Mavisa
- ONCE
- PDM
- Pony Malta
- Ryalcao Postobón
- Seur
- Sicasal
- Stuttgart
- Teka
- Toshiba
- Tulip Computers
- Isoglass

## Classement général
Le classement des dix premiers s'établit comme suit :
|     | Cycliste             | Pays               | Équipe        |    | Temps            |
| --- | -------------------- | ------------------ | ------------- | -- | ---------------- |
| 1.  | Marco Giovannetti    | Italie             | Seur          | en | 94 h 36 min 40 s |
| 2.  | Pedro Delgado        | Espagne            | Banesto       | +  | 1 min 28 s       |
| 3.  | Anselmo Fuerte       | Espagne            | Once          | +  | 1 min 48 s       |
| 4.  | Pello Ruiz Cabestany | Espagne            | Once          | +  | 2 min 16 s       |
| 5.  | Fabio Parra          | Colombie           | Kelme         | +  | 3 min 07 s       |
| 6.  | Federico Echave      | Espagne            | CLAS-Cajastur | +  | 3 min 52 s       |
| 7.  | Miguel Indurain      | Espagne            | Banesto       | +  | 6 min 22 s       |
| 8.  | Ivan Ivanov          | Union soviétique   | Alfa Lum      | +  | 6 min 48 s       |
| 9.  | Uwe Ampler           | Allemagne de l'Est | PDM           | +  | 7 min 15 s       |
| 10. | Denis Roux           | France             | Toshiba       | +  | 7 min 56 s       |

## Étapes
| N°  | Date     | Villes étapes                           | km          | Vainqueur d'étape      | Leader du général    |
| 1re | 24 avril | Benicàssim                              | 11,5 (CLM)  | Pello Ruiz Cabestany   | Pello Ruiz Cabestany |
| 2ea | 25 avril | Oropesa - Castellón                     | 108         | Emilio Cuadrado        | Viktor Klimov        |
| 2eb | 25 avril | Benicàssim - Burriana                   | 36,3 (CLME) | Lotus                  | Viktor Klimov        |
| 3e  | 26 avril | Dénia - Murcie                          | 204,3       | Silvio Martinello      | Viktor Klimov        |
| 4e  | 27 avril | Murcie - Almería                        | 233,2       | Erwin Nijboer          | Viktor Klimov        |
| 5e  | 28 avril | Almería - Sierra Nevada                 | 198         | Patrice Esnault        | Viktor Klimov        |
| 6e  | 29 avril | Loja - Ubrique                          | 195,2       | Jesper Worre           | Julián Gorospe       |
| 7e  | 30 avril | Jerez - Séville                         | 187,3       | Benny Van Brabant      | Julián Gorospe       |
| 8e  | 1er mai  | Séville - Mérida                        | 199,6       | Atle Pedersen          | Julián Gorospe       |
| 9e  | 2 mai    | Cáceres - Guijuelo                      | 192,7       | Néstor Mora            | Julián Gorospe       |
| 10e | 3 mai    | Peñaranda de Bracamonte - León          | 230         | Uwe Raab               | Julián Gorospe       |
| 11e | 4 mai    | León - San Isidro (es)                  | 203         | Carlos Hernández Bailo | Marco Giovannetti    |
| 12e | 5 mai    | San Isidro (es) - Naranco               | 156         | Alberto Camargo        | Marco Giovannetti    |
| 13e | 6 mai    | Oviedo - Santander                      | 193,3       | Nico Emonds            | Marco Giovannetti    |
| 14e | 7 mai    | Santander - Nájera                      | 207         | Bernd Gröne            | Marco Giovannetti    |
| 15e | 8 mai    | Ezcaray - Valdezcaray                   | 24 (CLM)    | Jean-François Bernard  | Marco Giovannetti    |
| 16e | 9 mai    | Logroño - Pampelune                     | 165         | Uwe Raab               | Marco Giovannetti    |
| 17e | 10 mai   | Pampelune - Jaca                        | 151         | Federico Echave        | Marco Giovannetti    |
| 18e | 11 mai   | Jaca - Estación de Cerler               | 178         | Martín Farfán          | Marco Giovannetti    |
| 19e | 12 mai   | Benasque - Saragosse                    | 223         | Assiat Saitov          | Marco Giovannetti    |
| 20e | 13 mai   | Saragosse                               | 39 (CLM)    | Pello Ruiz Cabestany   | Marco Giovannetti    |
| 21e | 14 mai   | Collado Villalba - Palazuelos de Eresma | 188         | Denis Roux             | Marco Giovannetti    |
| 22e | 15 mai   | Ségovie - Madrid                        | 176         | Uwe Raab               | Marco Giovannetti    |

## Classements annexes
Les différents classements annexes s'établissent comme suit :
| \| 1. \| Uwe Raab \| Allemagne de l'Est \| PDM \| 173 points \| \| 2. \| Laurent Jalabert \| France \| TOS \| 96 points \| \| 3. \| Malcolm Elliott \| Royaume-Uni \| TEK \| 91 points \| |                  |                    |     |            |
| 1. | Uwe Raab         | Allemagne de l'Est | PDM | 173 points |
| 2. | Laurent Jalabert | France             | TOS | 96 points  |
| 3. | Malcolm Elliott  | Royaume-Uni        | TEK | 91 points  |

| \| 1. \| Martín Farfán \| Colombie \| KEL \| 123 points \| \| 2. \| Álvaro Mejía \| Colombie \| RYA \| 85 points \| \| 3. \| Pablo Wilches \| Colombie \| PON \| 63 points \| |               |          |     |            |
| 1. | Martín Farfán | Colombie | KEL | 123 points |
| 2. | Álvaro Mejía  | Colombie | RYA | 85 points  |
| 3. | Pablo Wilches | Colombie | PON | 63 points  |

| \| 1. \| Miguel Ángel Iglesias \| Espagne \| MAV \| 28 points \| |                       |         |     |           |
| 1.                                                               | Miguel Ángel Iglesias | Espagne | MAV | 28 points |

| \| 1. \| Assiat Saitov \| Union soviétique \| ALF \| - \| |               |                  |     |   |
| 1.                                                        | Assiat Saitov | Union soviétique | ALF | - |

| \| 1. \| Uwe Ampler \| Allemagne de l'Est \| PDM \| 94 h 43 min 55 s \| |            |                    |     |                  |
| 1.                                                                      | Uwe Ampler | Allemagne de l'Est | PDM | 94 h 43 min 55 s |

| \| 1. \| Federico Echave \| Espagne \| CLA \| - \| |                 |         |     |   |
| 1.                                                 | Federico Echave | Espagne | CLA | - |

| \| 1. \| Once \| Espagne \| ONC \| 283 h 48 min 32 s \| |      |         |     |                   |
| 1.                                                      | Once | Espagne | ONC | 283 h 48 min 32 s |

## Liste des coureurs
La liste des engagés s'établit comme suit :
| Banesto | Alfa Lum | BH Amaya |
| - 1 Pedro Delgado (Esp) - 2 Marino Alonso (Esp) - 3 Miguel Indurain (Esp) - 4 Julián Gorospe (Esp) - 5 Javier Lukin (Esp) - 6 Juan Martínez Oliver (Esp) - 7 Jokin Mujika (Esp) - 8 Jesús Rodríguez Magro (Esp) - 9 Abelardo Rondón (Col)                           | - 11 Djamolidine Abdoujaparov (Urss) - 12 Oleg Iarochenko (Urss) - 13 Ivan Ivanov (Urss) - 14 Vassili Jdanov (Urss) - 15 Viktor Klimov (Urss) - 16 Vladimir Poulnikov (Urss) - 17 Assiat Saitov (Urss) - 18 Andreï Tchmil (Urss) - 19 Nikolai Golovatenko (Urss)                                | - 21 Francisco Antequera (Esp) - 22 Jesús Montoya (Esp) - 23 Juan Carlos Arribas (Esp) - 24 Jacques Decrion (Fra) - 25 Patrice Esnault (Fra) - 26 Alfonso Gutiérrez (Esp) - 27 Javier Murguialday (Esp) - 28 Joël Pelier (Fra) - 29 Fernando Quevedo (Esp)                       |
| Café de Colombia | Clas Cajastur | Chateau d'Ax |
| - 31 Juan Carlos Arias (en) (Col) - 32 Julio César Cadena (Col) - 33 Alberto Camargo (Col) - 34 Henry Cárdenas (Col) - 35 Robert Forest (Fra) - 36 Luis Herrera (Col) - 37 Jorg Pedersen (Dan) - 38 Álvaro Sierra (Col) - 39 Jesper Worre (Dan)                     | - 41 Javier Duch (Esp) - 42 Guillermo Arenas (Esp) - 43 Ángel Camarillo (Esp) - 44 Federico Echave (Esp) - 45 Iñaki Gastón (Esp) - 46 Francisco Javier Mauleón (Esp) - 47 Casimiro Moreda (Esp) - 48 José Manuel Oliveira (Esp) - 49 Gonzalo Aguiar (Esp)                                       | - 51 Mario Kummer (Rda) - 52 Luigi Botteon (Ita) - 53 Giuseppe Calcaterra (Ita) - 54 Camillo Passera (Ita) - 55 Tony Rominger (Sui) - 56 Mario Scirea (Ita) - 57 Valerio Tebaldi (Ita) - 58 Ennio Vanotti (Ita) - 59 Franco Vona (Ita)                                           |
| Diana Colnago Animex | Jolly Componibili-Club 88 | Kelme Ibexpress |
| - 61 Davide Bramati (Ita) - 62 Fabrizio Bontempi (Ita) - 63 Fabio Bordonali (Ita) - 64 Zenon Jaskuła (Pol) - 65 Marek Kulas (Pol) - 66 Lech Piasecki (Pol) - 67 Maurizio Piovani (Ita) - 68 Giuseppe Saronni (Ita) - 69 Marek Szersynski (Pol)                      | - 71 Claudio Brandini (Ita) - 72 Stefano Cecini (Ita) - 73 Stefano Giuliani (Ita) - 74 Bruno Leali (Ita) - 75 Silvio Martinello (Ita) - 76 Ettore Pastorelli (Ita) - 77 Maurizio Rossi (Ita) - 78 Francesco Rossignoli (Ita) - 79 Roberto Visentini (Ita)                                       | - 81 Martín Farfán (Col) - 82 Ricardo Martínez Matey (Esp) - 83 Néstor Mora (Col) - 84 Pedro Saúl Morales (Col) - 85 Fabio Parra (Col) - 86 Francisco Cabello (Esp) - 87 Juan Reina (Esp) - 88 Ramón Rota (Esp) - 89 Ángel José Sarrapio (Esp)                                   |
| Lotus | Puertas Mavisa | Once |
| - 91 Enrique Alonso (Esp) - 92 Jesús Blanco Villar (Esp) - 93 Manuel Carrera (Esp) - 94 Carlos Hernández Bailo (Esp) - 95 José Luis Laguia (Esp) - 96 Ángel Ocaña (Esp) - 97 Luis Pérez García (Esp) - 98 Luc Suykerbuyk (Ned) - 99 Roberto Torres (Esp)            | - 101 Emilio Cuadrado (Esp) - 102 Manuel Delgado (Esp) - 103 Antonio Esparza (Esp) - 104 Manuel Guijarro (Esp) - 105 Miguel Ángel Iglesias (Esp) - 106 Rafael Lorenzana (Esp) - 107 Fernando Martínez de Guereñu (Esp) - 108 José Luis Morán (Esp) - 109 Jesús Rodríguez Rodríguez (Esp)        | - 111 Eduardo Chozas (Esp) - 112 Anselmo Fuerte (Esp) - 113 Santos Hernández (Esp) - 114 Marino Lejarreta (Esp) - 115 Miguel Ángel Martínez Torres (Esp) - 116 Melchior Mauri (Esp) - 117 Pedro Muñoz (Esp) - 118 Pello Ruiz Cabestany (Esp) - 119 Johnny Weltz (Dan)            |
| PDM | Pony Malta | Postobon Ryalcao |
| - 121 Uwe Ampler (Rda) - 122 Dirk De Wolf (Bel) - 123 Peter Hoondert (Hol) - 124 Gert Jakobs (Hol) - 125 Atle Pedersen (Nor) - 126 Uwe Raab (Rda) - 127 John van den Akker (Hol) - 128 John Vos (Hol) - 129 Gerhard Zadrobilek (Aut)                                | - 131 Marco Antonio Carreño (d) (Col) - 132 Demetrio Cuspoca (Col) - 133 Luis Alberto González (en) (Col) - 134 Álvaro Lozano (es) (Col) - 135 Martin Ramirez (Col) - 136 Fabio Rodríguez (en) (Col) - 137 Francisco Rodriguez (Col) - 138 Celio Roncancio (it) (Col) - 139 Pablo Wilches (Col) | - 141 Arsenio Chaparro (en) (Col) - 142 Omar Hernández (Col) - 143 Carlos Mario Jaramillo (Col) - 144 Alvaro Mejia (Col) - 145 Gerardo Moncada (Col) - 146 William Palacio (Col) - 147 Héctor Patarroyo (es) (Col) - 148 Gustavo Wilches (Col) - 149 Óscar de Jesús Vargas (Col) |
| Seur | Sisacal | Stuttgart |
| - 151 Marco Giovannetti (Ita) - 152 Mathieu Hermans (Hol) - 153 Jean-Pierre Heynderickx (Bel) - 154 Joaquín Hernández (Esp) - 155 Pablo Moreno (Esp) - 156 José Luis Navarro (Esp) - 157 Álvaro Pino (Esp) - 158 José Salvador Sanchis (Esp) - 159 Jon Unzaga (Esp) | - 161 Manuel Abreu (Por) - 162 José Poeira (Por) - 163 Carlos Freitas (Por) - 164 Joaquim Gomes (Por) - 165 Fernando Mota (Por) - 166 Antonio Joaquim Pinto (Por) - 167 Jorge Manuel Silva (Por) - 168 Serafim Vieira (Por) - 169 Rui Vitorino (Por)                                            | - 171 Udo Bolts (All) - 172 Hartmut Bolts (All) - 173 Berndt Groene (All) - 174 Josef Holzmann (All) - 175 Darius Kaiser (Pol) - 176 Erwin Nijboer (Hol) - 177 Ad Wijnands (Hol) - 178 Dean Woods (Aus) - 179 Marcel Arntz (Hol)                                                 |
| Teka | Toshiba | Tulip Computers |
| - 181 Enrique Aja (Esp) - 182 Roberto Córdoba (Esp) - 183 Malcolm Elliott (Gbr) - 184 Nico Emonds (Bel) - 185 Peter Hilse (All) - 186 Janus Kuum (Nor) - 187 Alberto Leanizbarrutia (Esp) - 188 José Fernando Pacheco (Esp) - 189 Mariano Sánchez (Esp)             | - 191 Jean-François Bernard (Fra) - 192 Thierry Bourguignon (Fra) - 193 John Carlsen (Dan) - 194 Laurent Jalabert (Fra) - 195 Pascal Lance (Fra) - 196 Philippe Louviot (Fra) - 197 Yvon Madiot (Fra) - 198 Denis Roux (Fra) - 199 Claude Seguy (Fra)                                           | - 201 Eddy Schepers (Bel) - 202 Antonio Balboa (Esp) - 203 Manuel Jorge Domínguez (Esp) - 204 Jaime Vilamajo (Esp) - 205 Jesús Hernández Úbeda (Esp) - 206 Daniele Caroli (Ita) - 207 Vicente Prado (Esp) - 208 José Andrés Ripoll (Esp) - 209 Joaquim Llach (Esp)               |
| Isoglass | | |
| - 211 Edwin Bafcop (Bel) - 212 Stefan De Beleyr (Bel) - 213 Patrick Roelandt (Bel) - 214 Patrick Hendrickx (Bel) - 215 Stefan Rakers (Bel) - 216 Rudy Rogiers (Bel) - 217 Benny Van Brabant (Bel) - 218 Frank Van Himst (Bel) - 219 Peter Verbeken (Bel)            | | |